# Junko Asari
Junko Asari (Kazuno, Japón, 22 de septiembre de 1969) fue una atleta japonesa, especializada en la prueba de maratón en la que llegó a ser campeona mundial en 1993.

## Carrera deportiva
En el Mundial de Stuttgart 1993 ganó la medalla de oro en la maratón, recorriendo los 42,195 km en un tiempo de 2:30:03 segundos, llegando a meta por delante de la portuguesa Manuela Machado y su compatriota la también japonesa Tomoe Abe.